# Mount Drum
Der Mount Drum ist ein Schichtvulkan in den Wrangell Mountains in Alaska (USA).
Der 3661 m hohe vergletscherte Vulkan erhebt sich im äußersten Westen der Gebirgsgruppe. Er liegt innerhalb des Wrangell-St.-Elias-Nationalparks. Entlang seiner Westflanke verlaufen die Fernstraßen Glenn Highway, Edgerton Highway und Richardson Highway. Die Orte Copper Center und Glennallen liegen am Fuße des Berges. An der Südwestflanke des Mount Drum strömt der Nadina-Gletscher hangabwärts. Nach Osten führt ein Bergkamm zu Mount Zanetti und Mount Wrangell. 29 km ostnordöstlich liegt der Mount Sanford.
Der Schichtvulkan entstand während einer Periode von vor 650.000 und 240.000 Jahren. Er ist der westlichste im so genannten Wrangell-Vulkanfeld. Während seinem letzten Ausbruch im späten Pleistozän wurde die südliche Hälfte des damaligen Vulkans weggesprengt. Die Trümmerreste verteilten sich über eine Fläche von 200 km².
Die Erstbesteigung gelang am 7. Juni 1954 Heinrich Harrer, Keith Hart und George Schaller.
Benannt wurde der Berg nach Richard Coulter Drum (1825–1909), 1880–1889 Generalleutnant der US-Armee.